# 1878 no Brasil
Esta é uma cronologia dos fatos acontecimentos de ano 1878 no Brasil.

## Incumbente
- Imperador – D. Pedro II (9 de abril de 1831-15 de novembro de 1889).

## Eventos
- 15 de fevereiro: Inauguração do Theatro da Pazem Belém, Pará.
- 17 de fevereiro: A linha telegráfica entre Fortaleza e Aracati é inaugurada.
- 20 de julho: A revista O Besouro publica as primeiras fotos da imprensa brasileira.[1]
- Grande Seca no Nordeste (1877–1879), o mais devastador fenômeno de seca da história do Brasil, em que morreram entre 400.000 e 500.000 pessoas.[2]

## Nascimentos
- 12 de janeiro: Celso Vieira, escritor (m. 1954).
- 9 de julho: Carlos Chagas, médico sanitarista, infectologista, cientista (m. 1934)